# Preston Overlook
Le Preston Overlook est un point de vue panoramique aménagé à Preston, dans le Minnesota, aux États-Unis. Construit en 1937-1938 dans le style rustique du National Park Service, il est inscrit au Registre national des lieux historiques depuis le 4 août 2003.